# Surfer Blood
Surfer Blood er et alternativ rock-band fra Florida, USA. Bandet består af John Paul Pitts (forsanger, guitar), Mike McCleary (guitar, baggrundsvokal), Lindsey Mills (bas, baggrundsvokal) og Tyler Schwarz (trommer).
Bandet udgav debutalbummet Astro Coast i 2010, og spillede første gang i Danmark på Copenhagen Jazzhouse i maj 2010.
Surfer Blood spillede på Roskilde Festival 2011.

## Diskografi

### Studiealbums
- Astro Coast (2010) #124 U.S.[1][2]
- Pythons (2013) #127 U.S.[2][3]
- 1000 Palms (2015)  #160 U.S.
- Snowdonia (2017)

### EP'er
- Tarot Classics (October 25, 2011)[4]

### Singler
- "Swim" (2009)
- "Slow Jabroni" (2009)
- "Take It Easy" (17-04-2010, Kanine Records)
- "Swim" (01-05-2010, re-release on Rough Trade)
- "Floating Vibes" (28-09-2010, Kanine Records)
- "Miranda" (2011, Kanine Records)
- "Demon Dance" (2013, Warner Bros. Records)
- "Spanish Bombs" (2013, Warner Bros. Records)
- "Grand Inquisitor" (2015, Joyful Noise Recordings) [5]
- "I Can't Explain" (2015, Joyful Noise Recordings) [6]
- "Women of Your Life" Sleeping Bag cover (2016, Joyful Noise Recordings)
- "Evil Cat" (2016, Joyful Noise Recordings) [7]
- "Six Flags in F or G" (2016, Joyful Noise Recordings)